# Куртаг, Дьёрдь
Дьёрдь Ку́ртаг (венг. Kurtág György; род. 19 февраля 1926, Лугож, Румыния) — венгерский композитор и пианист.

## Биография
Родился в румынском Банате, в еврейской семье. Начинал учиться музыке в Темешваре, занимаясь фортепиано у Магды Кардош (ученицы Белы Бартока), затем теорией и композицией у Макса Эйзиковица; в ответ на вокальный цикл Эйзиковица на стихи Эндре Ади было написано первое юношеское сочинение Куртага — фортепианная сюита. После Второй мировой войны перебрался в Будапешт, где в 1948 году получил венгерское гражданство. Окончил Будапештскую музыкальную академию, ученик Пала Кадоши (фортепиано), Шандора Вереша и Ференца Фаркаша (композиция), Лео Вайнера (камерный ансамбль). В консерваторские годы подружился с Дьёрдем Лигети и женился на своей соученице, пианистке Марте Куртаг, с которой с тех пор на протяжении более чем полувека выступал в дуэте. Как пианист, выступал с сольными концертами, специализируясь на музыке Бартока.
В 1957—1958 годах жил в Париже, учился у Мессиана и Мийо. В это время написал «Струнный квартет», обозначив его как свой первый опус и посвятив его психотерапевту Марианне Штейн, помогавшей ему преодолеть тяжёлую депрессию. В Кёльне услышал электронные сочинения Штокхаузена.
С 1959 года вновь в Венгрии. В 1967—1986 годах преподавал в Будапештской музыкальной академии, среди его учеников — международно признанные пианисты Андраш Шифф и Золтан Кочиш. В 1993—1995 годах работал в Берлине, в 1995—1996 годах — в Вене.
Был женат на пианистке и педагоге Марте Куртаг (1927—2019). Их сын Дьёрдь Куртаг-младший (венг. György ifj. Kurtág) — тоже музыкант.

## Творчество
Различные музыкальные традиции (от Гийома де Машо до Берга, Бартока и Мессиана) скрещиваются в его творчестве. Часто обращается к литературным источникам — поэзии Сапфо, Гёльдерлина, Блока, Ахматовой, Мандельштама, Цветаевой, Аттилы Йожефа, Яноша Пилинского, Риммы Далош-Трусовой, проповедям Петера Борнемисы, прозе Кафки, драматургии Беккета.

## Избранные произведения
- op. 1 Струнный квартет No. 1
- op. 2 Квинтет для духовых
- op. 3 Восемь пьес для фортепиано
- op. 4 Восемь дуэтов для скрипки и цимбал
- op. 5 Signs for viola
- op. 6c Splinters for cimbalom
- op. 6d Splinters for piano
- op. 7 The sayings of P. Bornemisza for soprano and piano
- op. 9 Четыре каприччио для сопрано и камерного ансамбля
- op. 11 Четыре песни на стихи Яноша Пилинского для баса и ансамбля
- op. 12 S. K. Remembrance Noise for soprano and violin
- op. 13 Hommage a András Mihály for string quartet
- op. 14d Багатели для флейты, контрабаса и фортепиано
- op. 15b «Малое предсказание» для флейты-пикколо, тромбона и гитары
- op. 15d Hommage à R. Sch., pour clarinette, alto et piano
- op. 16 Omaggio a Luigi Nono (to poems by A.Achmatova and R. Dalos) for mixed voices
- op. 17 Messages of the Late R. V. Troussova for soprano and chamber ensemble
- op. 18 Пять русских хоров, для смешанного хора (слова Лермонтова, Ахматовой, Есенина, Блока, Мандельштама, Цветаевой)
- op. 20 Фрагменты Аттилы Йожефа, для сопрано
- op. 24 Фрагменты Кафки, для сопрано и скрипки
- op. 27/1 …quasi una fantasia… для фортепиано и камерного ансамбля
- op. 27/2 Двойной концерт для фортепиано, виолончели и ансамбля
- op. 29b «В лесу», на фрагмент из Гёльдерлина, для баритона
- op. 30b Samuel Beckett: What is the Word, pour alto solo (récitante), voix et groupes instrumentaux dispersés dans l’espace
- Games (Játékok) 7 Volumes
- op. 35a Песни Гёльдерлина, для баритона
- op. 36 ...pas à pas — nulle part... poems by Beckett for baritone, string trio, percussion
- op. 42 Concertante for Violin, Viola and Orchestra (премия Гравемайера, 2006)
- op. 44 Шесть музыкальных моментов для струнного квартета
- op. 45 Триптих для 2 скрипок
- op. 47 Brefs messages для 9 инструментов (2011)

## Признание
Лауреат премии Кошута (1973, 1996). Член Баварской академии изящных искусств в Мюнхене (1987), Берлинской академии искусств (1987), почётный профессор Королевской консерватории в Гааге (1996). Награждён Премией принца Монакского (1993), премией Фельтринелли (1993), премией Австрийского государства (1994), премией Эрнста Сименса (1998), австрийский почётный знак «За науку и искусство», премией Гёльдерлина (2001), Премией Леони Соннинг (2003), Премией Гравемайера (2006, за Кончертанте для скрипки и альта с оркестром), Золотой медалью Королевского филармонического общества Великобритании (2013).